# Gare de Hakodate
La gare de Hakodate (函館駅, Hakodate-eki) est une gare ferroviaire située dans la ville de Hakodate sur l'île de Hokkaidō au Japon.

## Situation ferroviaire
Gare terminus, la gare de Hakodate marque le début ligne principale Hakodate.

## Histoire
La gare a ouvert le 10 décembre 1902. Les bâtiments actuels de la gare datent de 2003.

## Service des voyageurs

### Accueil
La gare dispose d'un bâtiment voyageurs ouvert tous les jours, avec des guichets et des automates pour l'achat de titres de transport, d'un hall d'attente et de divers services.

### Desserte

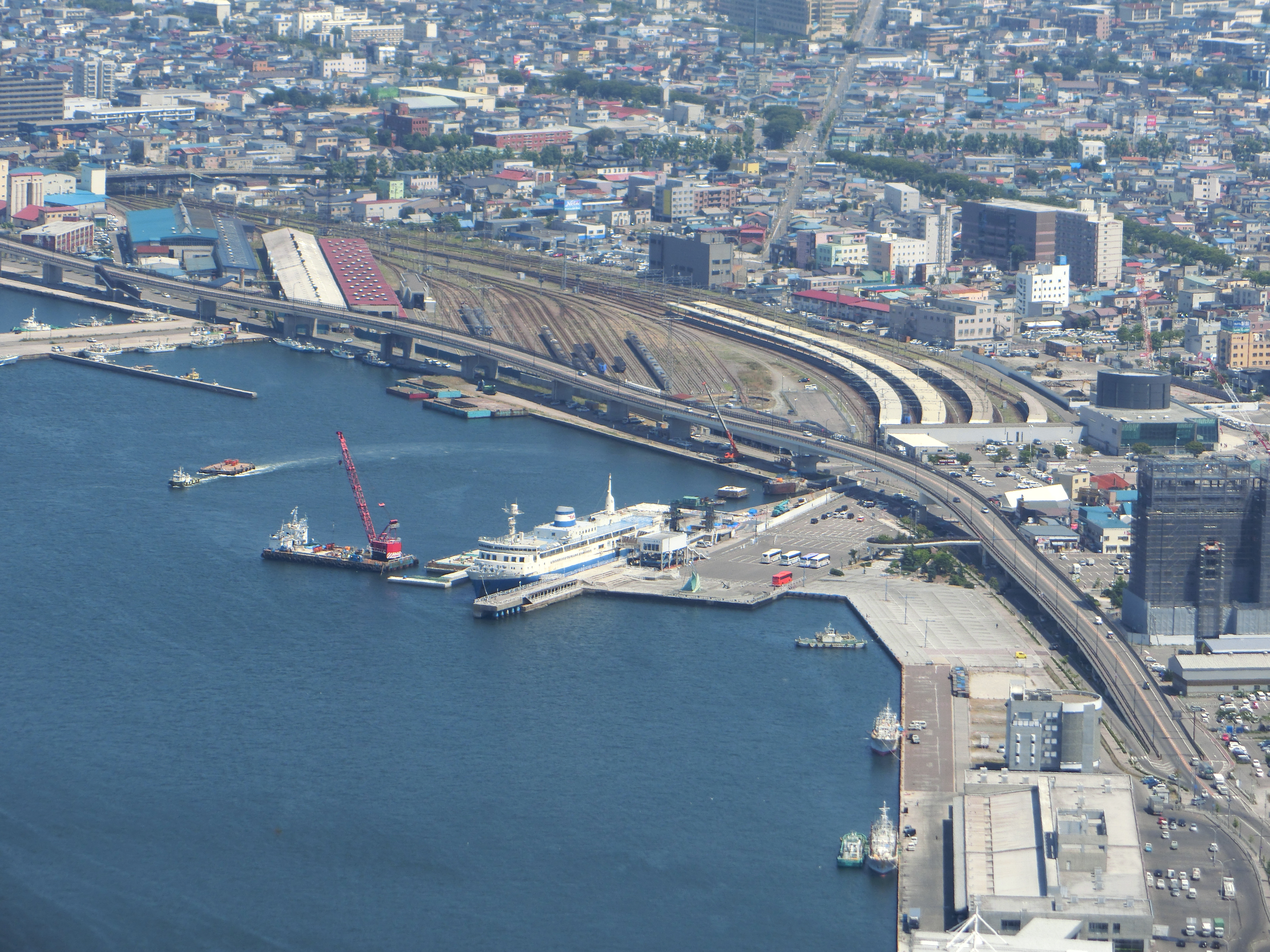
Vue aérienne de la gare.

| 1・4 | ■ Ligne principale Hakodate (trains locaux)         | Nanae ・ Ōnumakōen ・ Mori ・ Oshamambe              |
| 1・4 | ■ Ligne Dōnan Isaribi Tetsudō                       | Kamiiso ・ Kikonai                                   |
| 5・6 | ■ Ligne principale Hakodate (trains Hakodate Liner) | Shin-Hakodate-Hokuto                                 |
| 7・8 | ■ Ligne principale Hakodate (trains express Hokuto) | Oshamambe ・ Higashi-Muroran ・ Tomakomai ・ Sapporo |

### Intermodalité
L'arrêt Hakodate Eki-mae du tramway de Hakodate est situé en face de la gare.